# Leonardo López Portillo
Leonardo López Portillo (* 1820 in Guadalajara, Jalisco, Mexiko) war ein mexikanischer Botschafter.

## Leben
Leonardo López Portillo war Abgeordneter des Wahlbezirkes Guadalajara 1 im Bundesstaat Jalisco.
Die erste Regierung von Porfirio Díaz entschied die diplomatischen Beziehungen zu den Südamerikanischen Republiken zu erneuern. Am 11. Dezember 1877 wurde ein Gesetz erlassen, dass bei den Regierungen von Kolumbien, Venezuela, Ecuador, Chile, Bolivien und Peru eine Gesandtschaft akkreditiert werden sollte. Leonardo López Portillo wurde bei dieser Mission vom Botschaftssekretär Santiago Sierra und vom Beamten Anselmo de la Portilla begleitet.
Wegen des Salpeterkrieges wurde die diplomatische Vertretung aus Peru, Bolivien und Chile am 31. Oktober 1879 abgezogen und der Sitz bis zum Beginn des Ersten Weltkrieges nach Santiago de Chile verlegt.
| Vorgänger                               | Amt                                                                             | Nachfolger        |
| --------------------------------------- | ------------------------------------------------------------------------------- | ----------------- |
| Francisco Serapio Mora                  | mexikanischer Botschafter in Bogotá 2. April 1878 bis 31. Oktober 1879          | José María Gamboa |
| Francisco Serapio Mora                  | mexikanischer Botschafter in Caracas 2. April 1878 bis 31. Oktober 1879         | José María Gamboa |
| Francisco Serapio Mora                  | mexikanischer Botschafter in Quito 2. April 1878 bis 31. Oktober 1879           | José María Gamboa |
| Manuel Crecencio García Rejón y Alcalá  | mexikanischer Botschafter in Lima 2. April 1878 bis 31. Oktober 1879            | José María Gamboa |
| Manuel Crescencio García Rejón y Alcalá | mexikanischer Botschafter in Santiago de Chile 3. April 1877 bis 25. April 1879 | José María Gamboa |